# Auto de seguridad

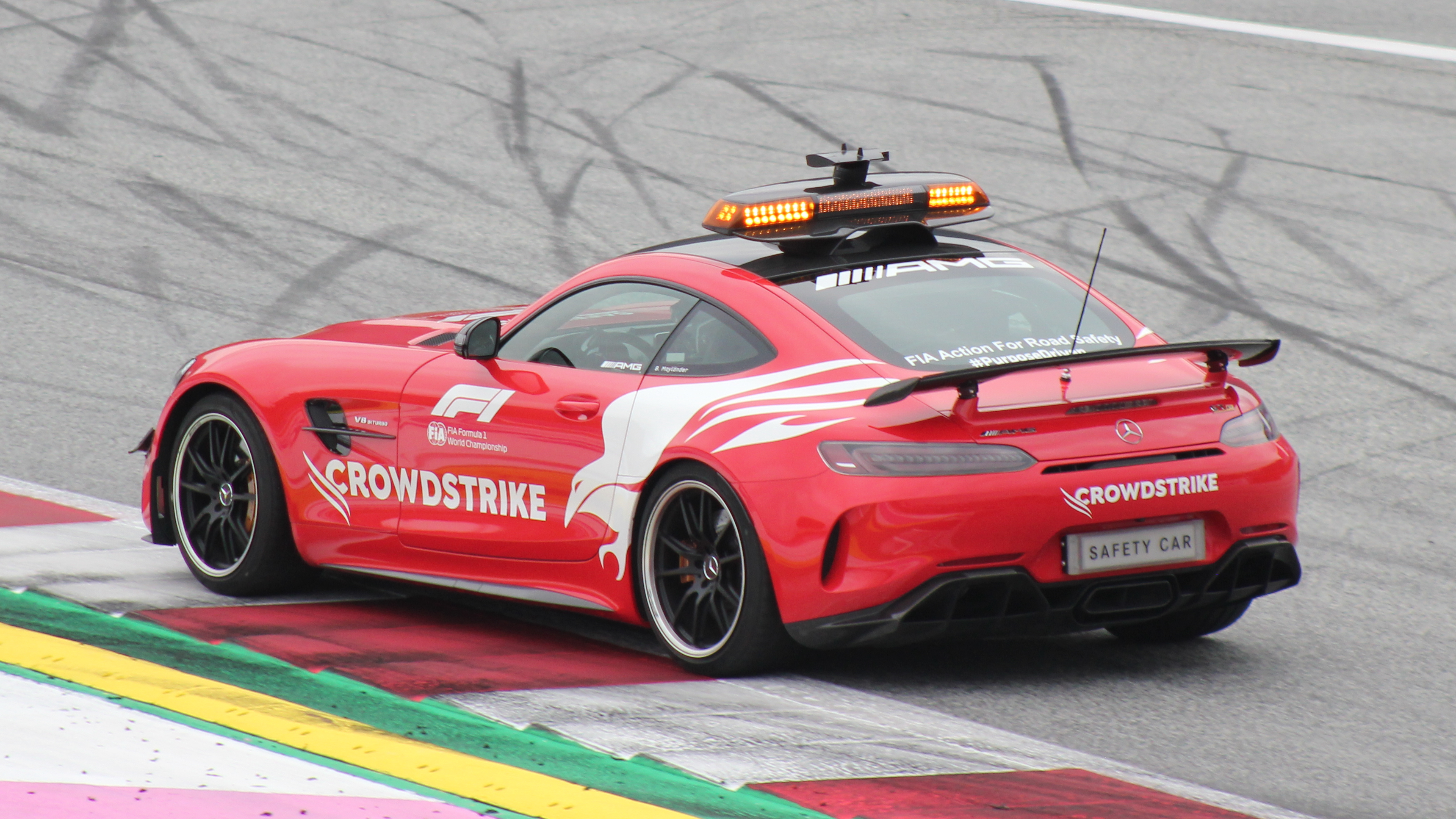
Mercedes-AMG como auto de seguridad de Fórmula 1.

En automovilismo, el auto de seguridad o coche de seguridad (en inglés: safety car o pace car) es un vehículo de la organización, exclusivo en circuitos, que depende directamente de la dirección de carrera. Su función básica es la de neutralizar las carreras para agrupar a los participantes ante un incidente grave o por causas meteorológicas.

## Implicaciones
Por regla general, en caso de accidente o condiciones adversas se ondea una bandera amarilla y a partir de ese momento la carrera queda suspendida en el tiempo que el coche de seguridad esté en pista, debiendo organizarse los participantes de inmediato en las posiciones que tenían cuando el coche entró a la pista, a los autos que vayan rápido se les permite una vuelta de acoplamiento a su posición, por seguridad, así que cada punto de ventaja entre tiempo por cada vuelta semejante a la de los competidores o mejor vuelta se anule de manera temporal, esto para evitar que los pilotos y autos potentes reciban una compensación por esto mismo aprovechando la situación de la carrera.
En algunas competiciones se permite adelantar al coche de seguridad, siempre y cuando el piloto esté rezagado por alguna vuelta sin completar o alguna circunstancia según el reglamento vigente, esto para permitirle su colocación dentro de la fila de este mismo, así como también la entrada a los boxes, que en ocasiones puede significar una ventaja, ya que según categoría se puede realizar cambio de neumáticos, repostaje de combustible o reparaciones menores entre otras cosas. No obstante, algunos equipos por distintas razones también hacen una parada en boxes en circunstancias normales.
En estas condiciones de circulación los automóviles gastan menos combustible, lo cual les permite recorrer distancias con menos de la cantidad requerida.
Cuando la carrera esta próxima a reiniciar, a los equipos se les avisa de que en la siguiente vuelta el coche de seguridad se retirará, así que deben permanecer en sus posiciones para poder ondear la bandera verde y reiniciar la actividad una vez que el incidente haya pasado.
En algunas categorías, sobre todo americanas, o en todas en caso de lluvia, el coche de seguridad también es usado al inicio de una carrera en una vuelta de presentación, en la cual los pilotos detrás de este mismo desfilan en una sola vuelta a baja velocidad en sus posiciones por el circuito, un ejemplo de esto son las 500 millas de Indianápolis pertenecientes a la IRL.

## Fórmula 1
El primer auto de seguridad en la Fórmula 1 tuvo lugar en el Gran Premio de Canadá de 1973 donde el expiloto de F1 Eppie Wietzes entró a la pista de Mosport Park en un Porsche 914 amarillo, debido a una colisión entre François Cevert y Jody Scheckter. De manera controvertida, en esa ocasión, se necesitaron varias horas después de la carrera para determinar el ganador y los resultados finales, ya que Wietzes colocó su auto por delante del competidor equivocado, lo que provocó que parte del los pilotos quedaran una vuelta atrás incorrectamente. No sería hasta el Gran Premio de Brasil de 1993 cuando se emplearía de nuevo un coche de seguridad de manera reglamentada.

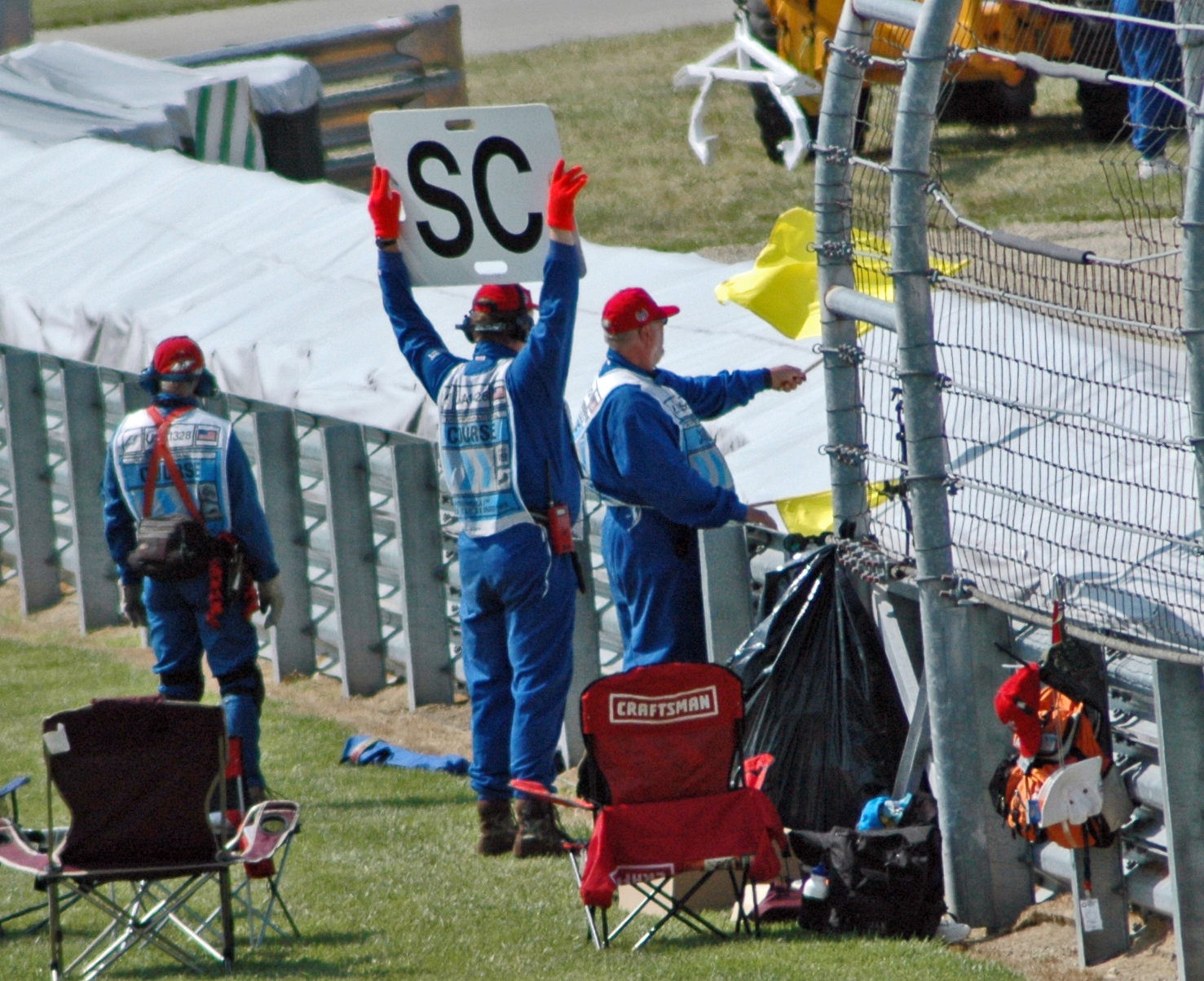
Señalización de la presencia del auto de seguridad.

En Fórmula 1 y otros eventos de competición de motor, si ocurre algún incidente (como por ejemplo, un accidente o mal tiempo) que obstaculice el desarrollo normal y seguro de la carrera, los comisarios establecen bandera amarilla en todo el circuito y los comisarios de pista muestran carteles con las iniciales "SC", que indican que el coche de seguridad ha salido a pista, también se muestran en las señales electrónicas puestas a lo largo de toda la pista y en el display de los pilotos. 

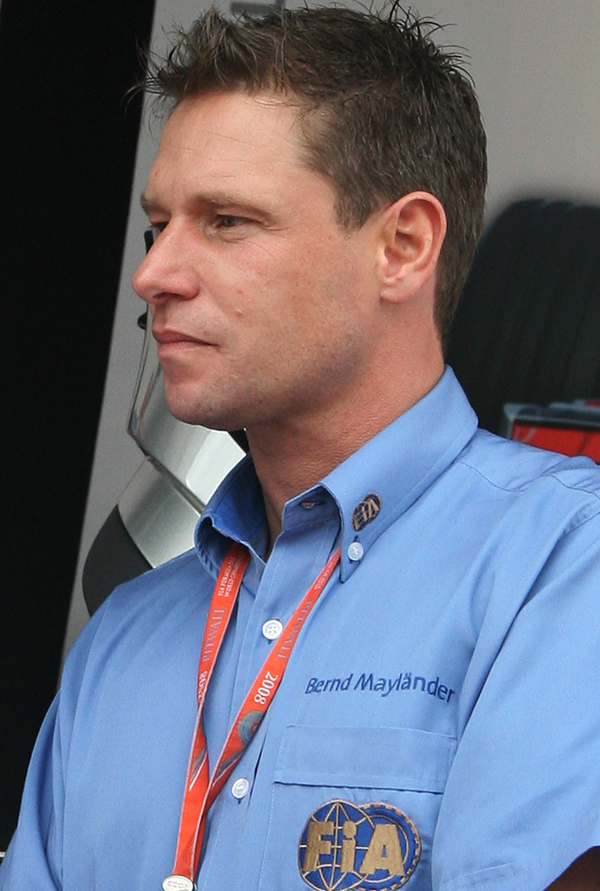
Bernd Mayländer piloto del coche de seguridad desde el.

Cuando hay un accidente y se requiere su presencia, el jefe de área afectado por el incidente comunica la situación a dirección de carrera, aunque en función de su experiencia puede pedir directamente el safety car. Cuando la dirección de carrera ordena la intervención del safety car se pone en marcha todo un dispositivo especial; por emisora se informa a todos los puestos de señalización del circuito que muestren bandera amarilla y el rótulo de SC; paralelamente, se avisa a todos los vehículos de servicio, grúas, ambulancias y vehículos de rescate, bomberos, vehículos de intervención rápida (coches R) coches médicos (coches K) que enciendan su motor para estar preparados para una posible intervención. Desde que las banderas amarillas estén agitadas no se puede adelantar; en caso de que un piloto adelante, los comisarios deportivos investigarán la gravedad decidiendo la sanción.
Cuando ya el peligro esté solucionado, en las últimas curvas de la última vuelta que el SC se mantiene en pista, este apaga las luces, lo cual indica a los pilotos que en la próxima vuelta la carrera será relanzada, y se dirige al final del pit lane, donde queda alerta a otra posible actuación. Mientras tanto, los señalizadores de cada puesto muestran bandera verde durante una vuelta.

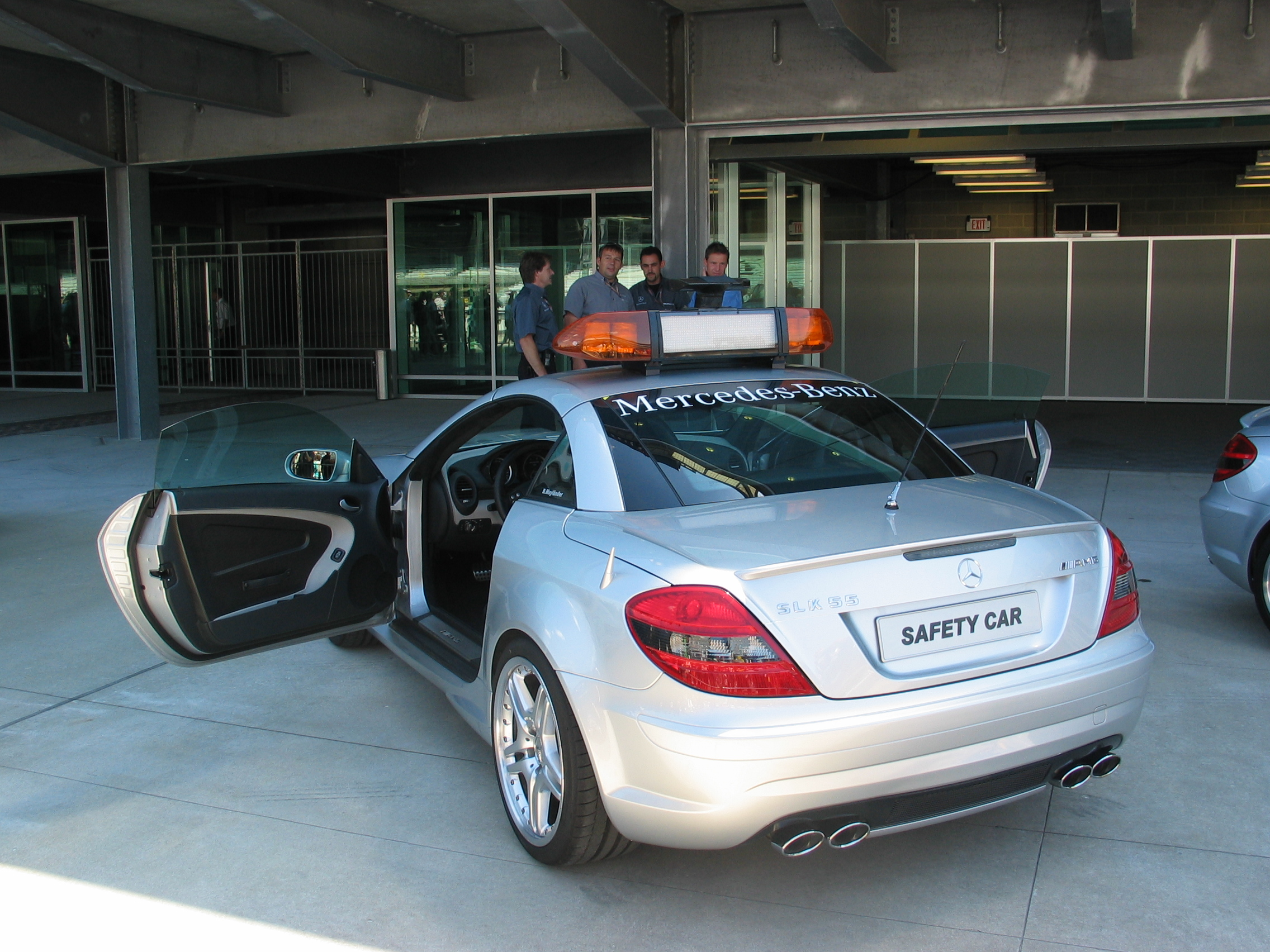
Mercedes SLK55 AMG utilizado en la temporada 2005 de Fórmula 1.

El coche de seguridad es manejado por un piloto profesional, dado que debe circular a altas velocidades con el fin de evitar que los vehículos de competición padezcan ciertos problemas como consecuencia de un ritmo ralentizado, como el enfriamiento de los neumáticos o el sobrecalentamiento del motor.
Al menos 10 carreras han terminado con el auto de seguridad: en Canadá de 1999, 2014 y 2025, en el Gran Premio de Australia de 2009, en Italia de 2009 y de 2022, en Mónaco de 2010, en el Gran Premio de Brasil de 2012, en el Gran Premio de Australia de 2023 como consecuencia de las tres banderas rojas antes de la última vuelta, lo que generó el proceso de rolling start (que los autos deben partir con auto de seguridad desde el pit lane), y en la carrera sprint del Gran Premio de Miami de 2025.
Trece carreras han comenzado con el coche de seguridad en pista debido a las malas condiciones climatológicas: en Bélgica en 1997, 2000 y 2025, en Brasil en 2003 y 2016, en Japón en 2007, en Italia en 2008, en China en 2009, en Corea en 2010, en Canadá en 2011, en Japón en 2014, en Mónaco en 2016 y en Gran Bretaña en 2016.
Siete carreras han reanudado con el auto de seguridad en pista tras una bandera roja: en el Gran Premio de Japón de 1994, en el Gran Premio de Europa de 2007, en el Gran Premio de Mónaco de 2011 y de 2013, en el Gran Premio de Malasia de 2012, en el Gran Premio de los Países Bajos de 2023 y en el Gran Premio de São Paulo de 2024. En el caso de Corea en 2010 y en Canadá en 2011, son los únicos grandes premios que usaron en el inicio y reanudación en la misma carrera.
Desde la temporada 2004, el coche de seguridad ha sido un Mercedes-Benz SLK55 AMG modificado. En la temporada 2006, se utilizó el nuevo CLK 63 AMG. El coche de seguridad contiene varias modificaciones sobre el modelo de serie, como un motor algo más potente, menor peso, refuerzos estructurales y frenos mejores. A pesar de estos cambios, la potencia del coche es apenas la mitad que la de un monoplaza de Fórmula 1.

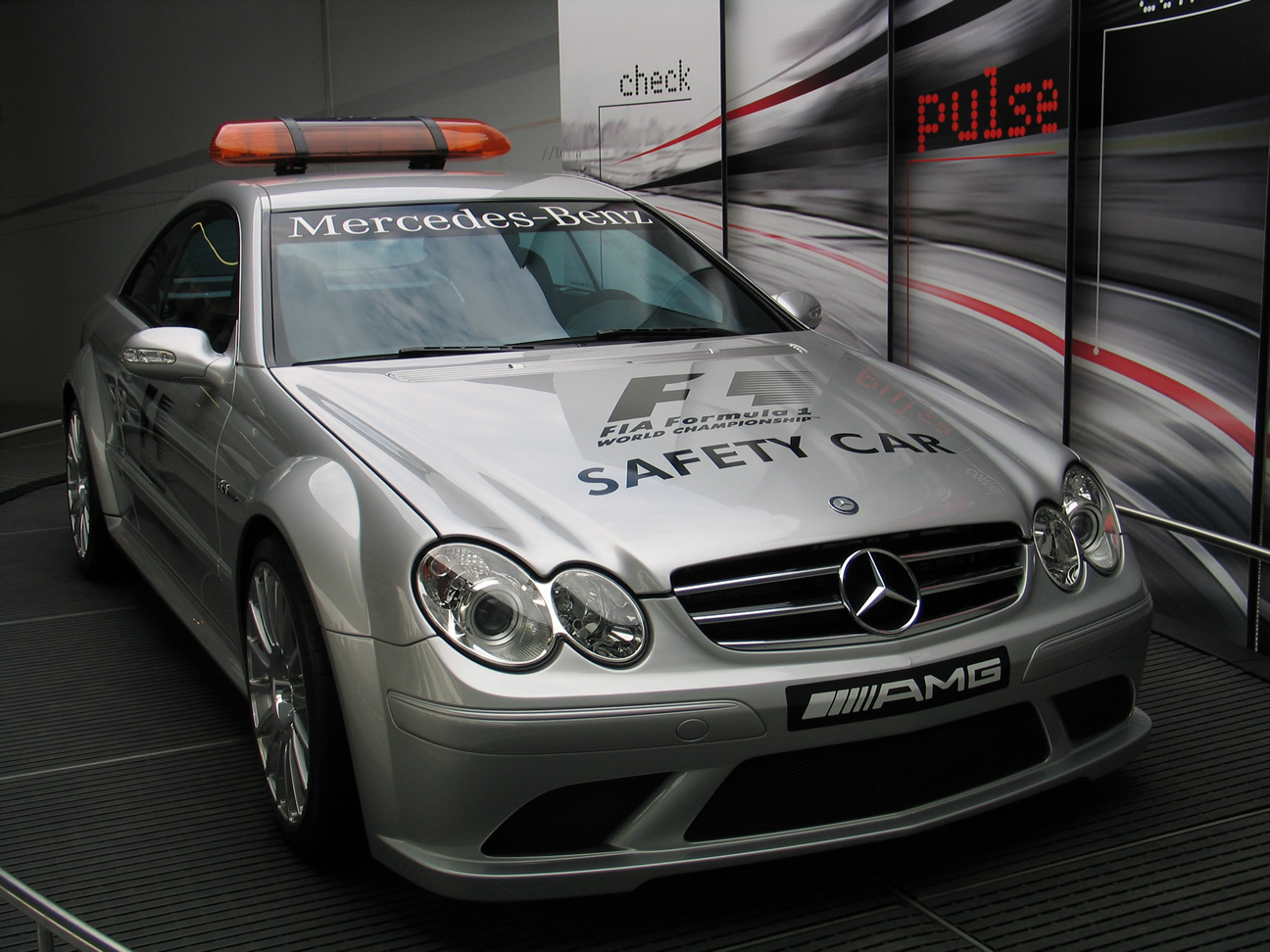
Mercedes CLK 63 AMG utilizado en la temporada 2006 de Fórmula 1.

La salida del coche de seguridad a pista tiene efectos colaterales sobre los pilotos. Además de la reducción de las condiciones óptimas de circulación de los monoplazas, todos los competidores son reagrupados, eliminándose al momento las diferencias de tiempo que existan en la misma vuelta (las vueltas perdidas sí se mantienen).
Hasta el año 2006, estaba permitido entrar a boxes para cambiar neumáticos o repostar, lo cual en ocasiones ha servido como estrategia a algunas escuderías, y resultaba un peligro, dado que muchos coches intentaban ir al máximo en una vuelta en la que se requería el coche de seguridad para repostar, dando lugar a accidentes como el de Fernando Alonso en el Gran Premio de Brasil de 2003. A partir de la temporada 2007, se prohibió la entrada a boxes de un coche hasta que todos los participantes estuvieran alineados tras el auto de seguridad, pero solo duró 2 años, ese mismo 2007 y 2008.
En 2008 y 2009 se utilizó una versión del Mercedes-Benz SL 63.

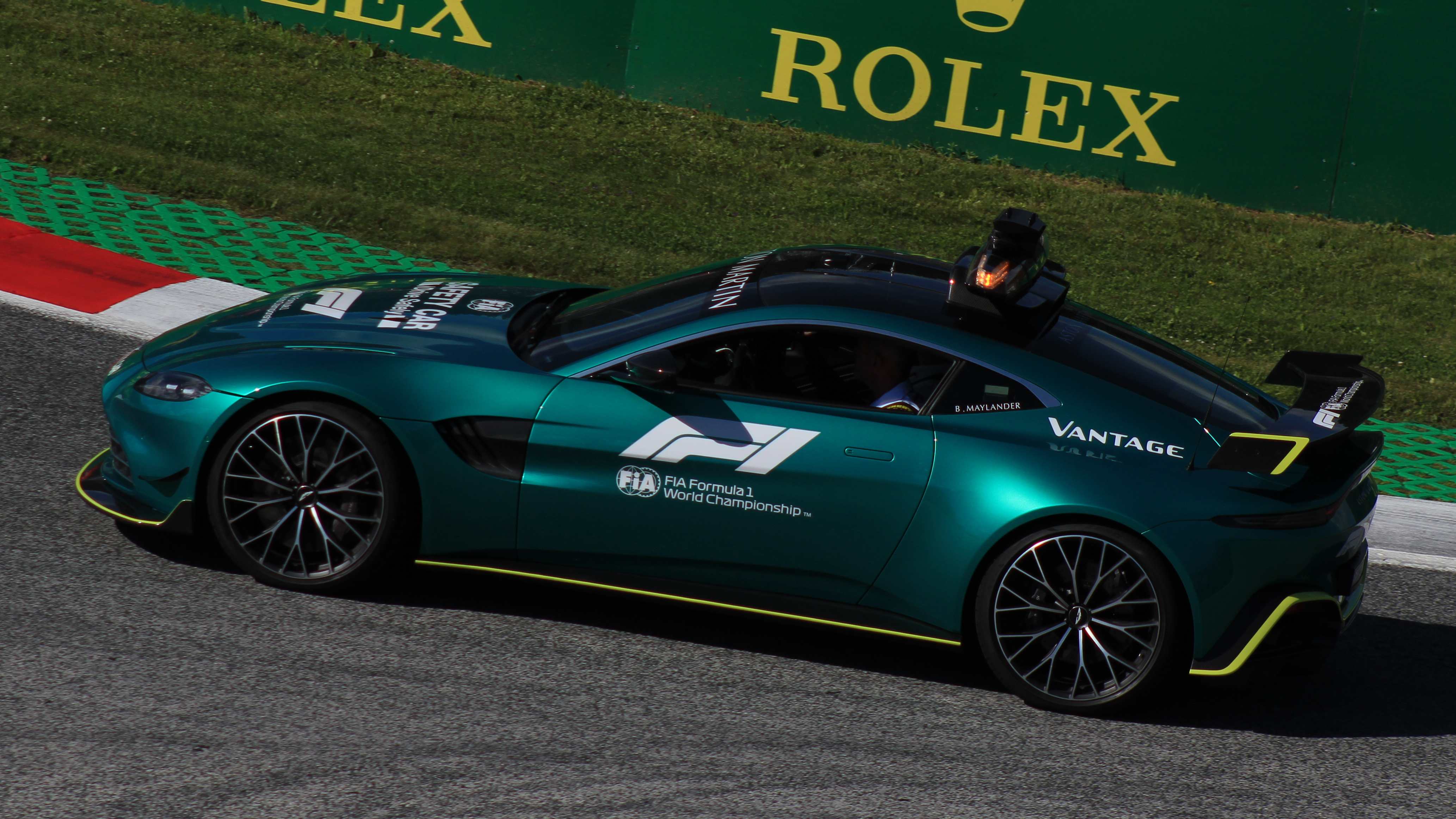
Aston Martin Vantage utilizado en la temporada 2022 de Fórmula 1.

En 2010, 2011 y 2012 el coche de seguridad es un Mercedes-Benz SLS AMG, con un motor V8 de 6,3 litros, 580 CV y caja de cambios de 7 velocidades. Hasta el momento, el auto de seguridad más rápido que ha habido en la Fórmula 1. A partir del Gran Premio de Singapur de 2012, el auto de seguridad fue la nueva versión GT del SLS AMG. En 2015 se reemplazó por un Mercedes AMG GT S. En 2021, por primera vez se utilizaron dos autos de seguridad para una temporada de Fórmula 1: un Mercedes-AMG GT R, utilizado desde 2018, y un Aston Martin Vantage, el primero de una marca diferente de Mercedes-Benz desde 1996.Desde 2022, Mercedes-Benz provee a la competición como safety car al AMG GT Black Series, manteniendo la continuidad de la marca alemana junto con el Aston Martin Vantage.

## NASCAR e IndyCar (Pace Car)
Los oficiales de pista siempre han seleccionado un vehículo especial para la carrera disputada en el óvalo denominado Indianapolis Motor Speedway y en todos los eventos de NASCAR y de IndyCar. En el caso de la Indy 500, se han de seleccionar cuidadosamente el vehículo y su piloto cada año.

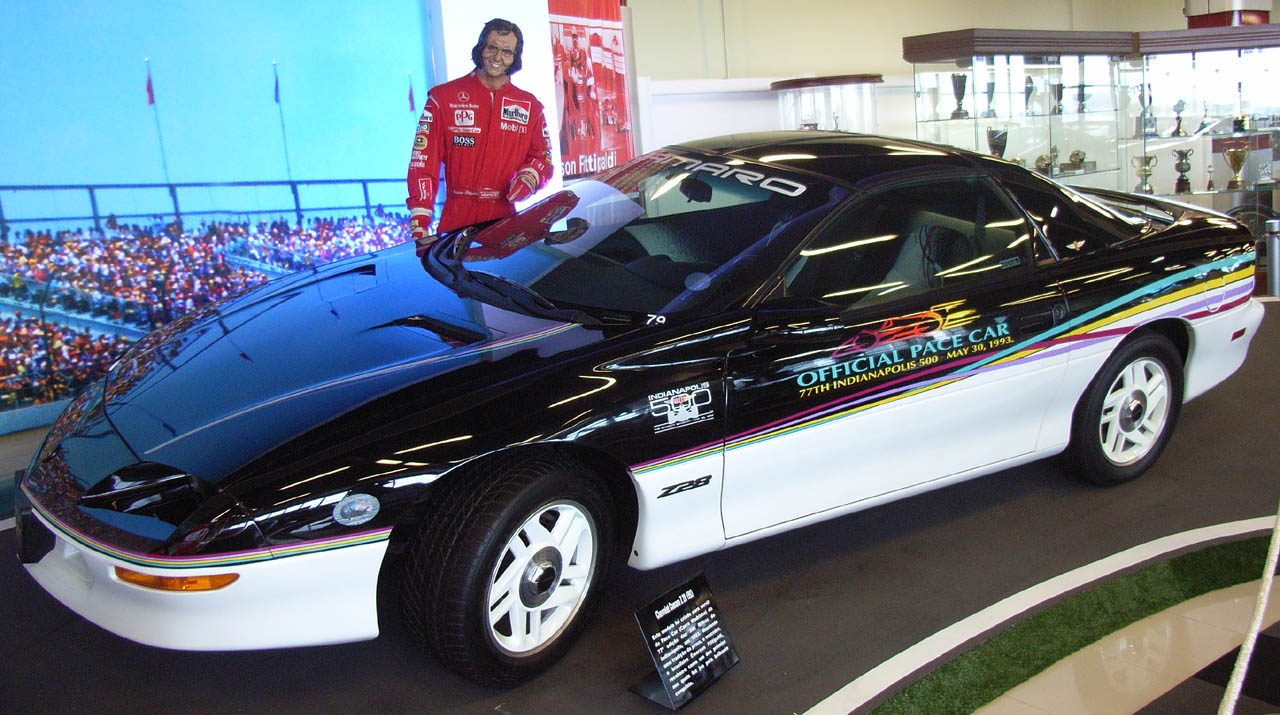
El Chevrolet Camaro Z28, pace car de las 500 millas de Indianápolis de 1993

La Indy 500 se celebra desde 1911. El primer coche de seguridad denominado pace car fue un Stoddard-Dayton conducido por Carl G. Fisher. En los últimos años los modelos de Chevrolet han sido elegidos como los coches de seguridad oficiales, debido a la posibilidad de que sean utilizados en las dos carreras de automóviles importantes en el circuito (por lo general en el Corvette Impala 500 y en el 400). La selección de coches se prepara con dos meses de anticipación a la carrera, esto mismo permite que el fabricante del coche de seguridad seleccionado pueda producir réplicas de este el año en curso, que se venden con un certificado marcado para los coleccionistas y aficionados a las carreras. Las réplicas de los coches de seguridad se ven a menudo en las calles de Indianápolis una semana antes de la carrera se celebre, y una celebridad conduce en el inicio de la carrera solamente. Para la Indy 500 2010, el Chevrolet Camaro SS 2010 fue elegido como el coche de seguridad oficial, que condujo Robin Roberts desde el principio.
Los fabricantes de automóviles compiten por el prestigio de poder fabricar el coche de seguridad, pues esto también resulta como una buena publicidad, hasta que en 1971, el movimiento fracasó ya que los fabricantes de automóviles no se acercaron a la organización para tal efecto. En cambio, concesionarias locales del área de Indianápolis como Dodge cumplieron el deber. Eldon Palmer, un distribuidor local, perdió el control del Dodge Challenger y se estrelló contra un puesto de fotografía, hiriendo a varias personas. La culpa del accidente no fue determinada por completo, los funcionarios se dieron cuenta de que un cono de color naranja (o tal vez una bandera de color naranja), que fueron usados para identificar el punto de frenado de Palmer, se eliminaron accidentalmente.
En los últimos 50 años, el Pontiac Trans Am, Chevrolet Camaro, Chevrolet Corvette, Oldsmobile Cutlass, y el Mustang de Ford son los únicos modelos que han sido seleccionados como los coches de seguridad tres o más veces.
Durante la temporada de la IndyCar, sin embargo, Johnny Rutherford es el conductor habitual del coche de seguridad de la IRL para todos los eventos. El coche de seguridad sale a pista a causa de escombros, colisión, o por razones meteorológicas. Desde 1993, cuando ondea la bandera amarilla, se cierra el carril de boxes hasta que el coche coincide con el ritmo de este al ocupar su posición correspondiente en la fila de seguridad, hecho esto se permite la entrada a boxes por primera vez, a menos que el bloqueo de la pista continúe o sea inseguro para circular por el carril de boxes. Otro deber del coche de seguridad es liderar a los competidores en las vueltas de desfile que se llevan a cabo antes del inicio de la carrera. Estas aumentan la velocidad gradualmente, lo que permite un comienzo más eficiente de carrera en cuanto el coche de seguridad entra a los pits.